# On'yomi
La lettura on o on'yomi (音読み? lett. "lettura del suono") di un kanji, è quella derivata storicamente dal cinese. Essa coesiste con la lettura kun o Kun'yomi, la lettura d'origine giapponese attribuita al kanji al momento della sua importazione in Giappone da parte dei coreani.

## Descrizione
Se la lettura kun è usata di norma per un kanji che si presenta a sé stante o seguito da okurigana (e cioè dall'hiragana che indica la morfologia giapponese), la lettura on è più spesso utilizzata per leggere il kanji quando questo forma parole composte da due o più kanji. Questa lettura può essere quindi paragonata alle radici greco-latine delle lingue occidentali. Per esempio, il kanji 旅 vuol dire "viaggio". La pronuncia kun (kun'yomi) è tabi, mentre la lettura on, utilizzata appunto quando il kanji è accompagnato da altri ideogrammi, è ryo. Dunque un albergo giapponese, cioè un edificio 館 (yakata) dove ci si ferma quando si è in viaggio 旅 (tabi), è detto 旅館 ryokan. Queste parole formano quello che in giapponese si chiama "lessico sino-giapponese" ed è analogo a quello sino-coreano e sino-vietnamita. Queste tre lingue, dette "sino-xeniche", hanno adottato nel passato i sinogrammi. I kanji possono avere più letture on in quanto gli stessi caratteri furono importati dalla Cina e adattati alla pronuncia giapponese in epoche diverse (e da diverse aree geografiche), in cui dunque la pronuncia era mutata. Ad esempio, il kanji 生 può essere letto, tra gli altri modi, sia sei sia shō, a seconda dei vocaboli in cui si trova. Dunque un kanji può avere da zero a 4 pronunce on. I kanji approdarono in Giappone grazie ai coreani durante il Regno di Baekje.
Ad ogni modo, i kanji sono piuttosto vicini a una varietà arcaica di cinese detta "Primo Cinese Medio", che a differenza del cinese moderno standard (Putonghua) possedeva tre stop consonantici senza rilascio udibile di suono, *-p, *-t e *-k. Oltre che le due code nasali ritenute in cinese moderno, -n e -ng, possedeva una terza codina nasale finale, *-m. Queste caratteristiche e molte altre ancora sono state ricostruite dallo studio dei dizionari di rima prodotti a partire dal periodo Tang (e.g. il Qieyun e il Guangyun) e dallo studio delle altre lingue sino-xeniche (pronuncia hanja in coreano e pronuncia Han tu' in vietnamita registrate in dizionari moderni e ottocenteschi) e anche dallo studio dei dialetti cinesi: alcuni di essi infatti sono conservativi al punto tale da ritenere i tre stop, la *-m, il suono *-ng a inizio sillaba e delle consonanti che non hanno subito la palatalizzazione nel passaggio da Mandarino basato sulla varietà di Nanchino al Mandarino basato sulla varietà del dialetto di Pechino, passaggio avvenuto durante il periodo di splendore della Dinastia Qing. Per esempio, in cinese moderno consonanti palatali come /d͡ʑ/- derivano da consonanti velari seguite da semivocale, come ad esempio */kj/-. L'affiancamento della pronuncia on alla pronuncia sino-coreana (ritiene gli stop e la *-m), sino-vietnamita (idem), ai dialetti conservativi cinesi (idem) e alle ricostruzioni del Primo Cinese Medio aiuta a capire meglio da dove deriva la pronuncia on, siccome a volte è molto diversa da quella in Putonghua (che, per esempio, ha perso gli stop a fine sillaba). Tra i dialetti più conservativi si contano il cantonese (famiglia Yue, di cui è stato ricostruito il Proto-Yue), lo shanghainese (famiglia Wu 吴) e i Minnan (e.g. Amoy hokkien, hokkien taiwanese, Chaozhou/Teochew, Shantou/Swatou, Quanzhou, Zhangzhou; del Minnan, è stato ricostruito il Proto-Min). Una delle ricostruzioni più influenti di Primo Cinese Medio è quella del Guangyun effettuata da Baxter, 2011. Il Guangyun è l'espansione del Qieyun e quest'ultimo contiene una pronuncia confezionata ad hoc per leggere e comporre le poesie, frutto di un compromesso tra le varietà del nord e del sud. A queste comparazioni si affianca lo studio dell'adattamento al sistema fonetico del giapponese, che a sua volta è evoluto nel corso della storia. Le pronunce arcaiche sono attestate in dizionari antichi, corredati con katakana e/o hiragana (nati dalla semplificazione di alcuni sinogrammi), e in delle grammatiche e dizionari scritti dai missionari gesuiti (e.g. l'Arte della Lingoa de Iapam, 1604-1608).

## I quattro gruppi
Le letture on sono normalmente classificate in quattro gruppi:
- Le letture Go-on (呉音? "suono Wu") hanno origine dalla pronuncia cinese del periodo delle Dinastie del Nord e del Sud tra V e VI secolo. Poiché il kanji è lo stesso sembra probabile che Go si riferisca alla regione Wu (nelle vicinanze della moderna Shanghai), dove la lingua wu, la variante della lingua cinese che lì viene parlata, presenta delle somiglianze con la lingua giapponese moderna.
- Le letture Kan-on (漢音? "suono Han") hanno origine dalla pronuncia cinese del periodo della Dinastia Tang nel VII e IX secolo, essenzialmente dalla lingua parlata standard della capitale, Chang'an (長安 o 长安, la moderna Sian). Il carattere 漢 Kan è usato con il significato generico di Cina, non in riferimento alla Dinastia Han, sebbene il kanji sia comune.
- Le letture Tō-on (唐音? "suono Tang") hanno origine dalla pronuncia cinese durante dinastie successive, come la Dinastia Song (宋) e la Dinastia Ming (明). Includono le letture adottate tra il Periodo Heian (平安) e il Periodo Edo (江戸). A volte si parla di Tōsō-on (唐宋音).
- Le letture Kan'yō-on (慣用音? "suono idiomatico") sono pronunce confuse o scambiate tra due kanji che però sono entrate nell'uso comune e sono state accettate come ufficiali.

La pronuncia on più comune è la kan-on. Le letture go-on sono particolarmente comuni nella terminologia buddhista (es. gokuraku 極楽 "paradiso"), nonché per alcuni dei kanji importati in tempi più antichi, come quelli dei numeri. Le letture tō-on si incontrano in parole "più recenti", come isu 椅子 "sedia", futon 布団 e andon 行灯, un tipo di lanterna giapponese di carta. 

## Lettura on'yomi in kanji creati in Giappone
Sebbene molti di meno di quelli importanti dalla lingua cinese, esistono dei caratteri nati direttamente in Giappone, noti come 国字 kokuji, (carattere nazionale) e quindi non sono dotati di lettura on ma esistono delle eccezioni poiché ad alcuni è stata attribuita ugualmente una lettura originaria dal cinese, come al verbo "lavorare", 働く hataraku, il cui kanji 働 ha anche l'on'yomi dō, utilizzata ad esempio in Rōdōkijunhō 労働基準法 (Legge sulle norme di lavoro).